# Borken 71–73
Die Borken 71–73 sind Zweikraftlokomotiven des Herstellers Henschel, Kassel und AEG aus den Jahren 1954 bis 1957. Die Lokomotiven wurden auf der Grubenbahn der Braunkohlegrube in Borken der PreussenElektra (PREAG) eingesetzt. Sie haben sowohl einen dieselelektrischen als auch einen elektrischen Antrieb und wurden 1991 an das Bergbaumuseum in Borken abgegeben.

## Geschichte
Die Kohlenbahn für die Braunkohlegruben bei Borken entstand um 1928. Geschichtlich bedingt waren die Kohlebahnen mit Normalspur und die Abraumbahn mit 900 mm Spurweite angelegt worden. Zur Ablösung der letzten Dampflokomotiven auf der Abraumbahn beschaffte die PREAG 1954, 1955 und 1957 je eine Zweikraftlok, die besonders für den Transport der Asche vom Kraftwerk Borken zum Tagebau Gombeth eingesetzt wurden. Für diese Dienste fuhr die Lok sowohl auf elektrifizierten und nicht elektrifizierten Abschnitten. Aus diesem Grund wurden sie als Zweikraftlokomotiven mit einem Dieselmotor und elektrischer Ausrüstung für den Grubenbahnbetrieb ausgerüstet.
Die Lokomotiven versahen ihren Dienst auf der Kraftwerksbahn in Borken bis 1991. Alle drei Lokomotiven sind erhalten geblieben und gelangten nach ihrer Ausmusterung in das Hessische Braunkohle Bergbaumuseum. Die Lokomotive 72 steht seit 2007 am Ortseingang von Borken.

## Technische Beschreibung
Die Lokomotiven sind mit einem Mittelführerstand ausgestattet. Der geräumige Führerstand ist wegen der niedrigen Baggerfahrleitungen tief herabgezogen. Auf dem Dach sitzt der Hauptstromabnehmer auf einem Gestell. Auf den Vorbauten sitzen wegen der Baggerfahrleitungen zusätzlich vier auf Traversen angeordnete schräg angeordnete seitliche Stromabnehmer. In den Vorbauten sind die Widerstandssteuerung, die Drucklufterzeugungsanlage sowie die Anlagen für den dieselelektrischen Antrieb untergebracht. Dieser besteht aus einem Hilfsdiesel von KHD sowie einem Gleichstromgenerator.
Beide Achsen der Lok werden von je einem Gleichstrommotor mit Tatzlagerantrieb angetrieben. Sie sind im als Außenrahmen gestalteten Fahrgestell mit Blattfedern und Schraubenfedern gelagert. Die Anfahrzugkräfte sind für beide Antriebssysteme gleich, es kann mit dem Oberleitungsantrieb eine höhere Fahrgeschwindigkeit erreicht werden. Im Betrieb sind Abraumzug und Lokomotive eine feste Einheit. Deshalb ist die Lokomotive lediglich mit der robusten Laschen-Bolzen-Kupplung in Verbindung mit breiten Mittenstoßpuffern versehen. Der pneumatische Sandstreuer sandet die in Fahrtrichtung erste Achse von vorn.